# Tumor de la médula espinal
Los tumores espinales son neoplasias localizadas en la columna vertebral o en la médula espinal. Existen dos tipos principales de tumores espinales clasificados según su localización: extradurales e intradurales (intradural-intramedular e intradural-extramedular). Los tumores extradurales se localizan fuera del revestimiento de la duramadre y con mayor frecuencia son metastásicos. Los tumores intradurales se ubican dentro del revestimiento de la duramadre y se subdividen en tumores intramedulares y extramedulares. Los tumores intradurales-intramedulares se localizan dentro de la duramadre y el parénquima de la médula espinal, mientras que los tumores intradurales-extramedulares se localizan dentro de la duramadre pero fuera del parénquima de la médula espinal. El síntoma de presentación más común de los tumores espinales es el dolor de espalda nocturno. Otros síntomas comunes incluyen debilidad muscular, pérdida sensorial y dificultad para caminar. La pérdida del control de los intestinos y la vejiga puede ocurrir durante las últimas etapas de la enfermedad.
Se desconoce la causa de los tumores espinales. La mayoría de los tumores extradurales son metastásicos, comúnmente de cáncer de mama, próstata, pulmón y riñón. Existen muchos factores genéticos asociados con los tumores intradurales, los más comunes son la neurofibromatosis 1 (NF1), la neurofibromatosis 2 (NF2) y el síndrome de Von Hippel-Lindau (VHL). Los tipos más comunes de tumores intradurales-extramedulares son los meningiomas y los tumores de la vaina nerviosa. Los tipos más comunes de tumores intradurales-intramedulares son los ependimomas y los astrocitomas. El diagnóstico implica una evaluación médica completa seguida de imágenes mediante una tomografía computarizada o una resonancia magnética. En ciertos casos se puede obtener una biopsia para categorizar la lesión si el diagnóstico es incierto.
El tratamiento a menudo implica una combinación de cirugía, radiación y quimioterapia. La observación con imágenes de seguimiento puede ser una opción para lesiones pequeñas y benignas. También se pueden administrar esteroides antes de la cirugía en casos de compresión significativa del cordón. Los resultados dependen de varios factores, entre ellos si el tumor es benigno o maligno, primario o metastásico y su ubicación. El tratamiento suele ser paliativo para la gran mayoría de los tumores metastásicos.

## Signos y síntomas
Los síntomas de los tumores espinales a menudo no son específicos, lo que provoca un retraso en el diagnóstico. La compresión del nervio espinal y el debilitamiento de la estructura vertebral causan los síntomas. El dolor es el síntoma más común en la presentación. Otros síntomas comunes de compresión de la médula espinal incluyen debilidad muscular, pérdida sensorial, entumecimiento en manos y piernas y parálisis de aparición rápida. La incontinencia intestinal o vesical suele aparecer en las últimas etapas de la enfermedad. Los niños pueden presentar deformidades espinales como escoliosis. El diagnóstico es un desafío, principalmente porque los síntomas a menudo imitan enfermedades espinales degenerativas más comunes y benignas.
La compresión de la médula espinal se encuentra comúnmente en pacientes con malignidad metastásica. El dolor de espalda es un síntoma primario de compresión de la médula espinal en pacientes con malignidad conocida. El dolor de espalda puede motivar una gammagrafía ósea para confirmar o descartar metástasis espinal. Es necesaria la rápida identificación e intervención de la compresión metastásica de la médula espinal para preservar la función neurológica.

## Causas
Actualmente se desconoce la causa de la mayoría de los tumores de la columna vertebral. Los tumores espinales primarios están asociados con algunos síndromes genéticos. Los neurofibromas están asociados con la neurofibromatosis 1 (NF1). Los meningiomas y schwannomas están asociados con la neurofibromatosis 2 (NF2). Se pueden observar hemangioblastomas intramedulares en pacientes con enfermedad de von Hippel-Lindau. Los linfomas de la médula espinal se observan comúnmente en pacientes con sistemas inmunes debilitados. La mayoría de los tumores extradurales se deben a metástasis, más comúnmente de cáncer de mama, próstata, pulmón y riñón.

## Fisiopatología
La médula espinal es una estructura anatómica larga y cilíndrica que se encuentra dentro de la cavidad vertebral. Se extiende desde el agujero magno del cráneo hasta el cono medular en la columna lumbar. La mayoría de los síntomas de los tumores espinales se producen debido a la compresión de la médula espinal, ya que desempeña un papel principal en la función motora y sensorial. La médula espinal está rodeada por tres capas conocidas como meninges espinales. Estas son la duramadre, la aracnoides y la piamadre. Los tumores de la médula espinal se clasifican según su ubicación dentro de la médula espinal: tumores intradurales (intradmedulares y extramedulares) y extradurales.[cita requerida]
Los tumores intradurales se localizan dentro de la duramadre. Estos se dividen en tumores intramedulares y extramedulares. Los tumores intradurales-intramedulares se localizan dentro de la propia médula espinal, siendo los más comunes los ependimomas, astrocitomas y hemangioblastomas. Los tumores intradurales-extramedulares se localizan dentro de la duramadre pero fuera del parénquima de la médula espinal, siendo los más comunes los meningiomas y los tumores de la vaina nerviosa (p. ej., schwannomas, neurofibromas). Los tumores extradurales se localizan fuera de la duramadre, más comúnmente en los cuerpos vertebrales debido a la enfermedad metastásica.
Los cánceres primarios comunes en los tumores espinales metastásicos incluyen el cáncer de mama, próstata, pulmón y riñón. Es importante diagnosticar y tratar rápidamente los tumores metastásicos ya que pueden provocar un déficit neurológico a largo plazo debido a la compresión epidural de la médula espinal. Los tumores extradurales primarios son raros y la mayoría surgen de las estructuras óseas y de tejidos blandos circundantes, incluidos el sarcoma de Ewing, el osteosarcoma y los hemangioblastomas vertebrales.

## Diagnóstico

### Examen médico
El diagnóstico de tumores espinales es un desafío, ya que los síntomas pueden ser inespecíficos y a menudo imitar enfermedades espinales degenerativas más comunes y benignas. Es necesario un examen médico completo para buscar signos o síntomas que puedan indicar una afección más grave. Esto incluye un examen neurológico completo centrado en cualquier déficit motor o sensorial. Los pacientes con enfermedades degenerativas benignas de la columna vertebral o tumores de la columna vertebral a menudo presentan dolor de espalda. Un paciente con radiculopatía o mielopatía hace sospechar una afección más grave.

### Imágenes
La obtención de imágenes suele ser el siguiente paso cuando el diagnóstico no es claro o existe una mayor sospecha de una afección grave que puede necesitar una intervención inmediata. Los tipos comunes de imágenes médicas incluyen radiografías, tomografías computarizadas (TC), resonancias magnéticas (RM), mielografías y gammagrafías óseas. La resonancia magnética es la técnica preferida para el diagnóstico por imágenes de tumores en la columna vertebral. El protocolo de resonancia magnética que se utiliza con mayor frecuencia incluye secuencias ponderadas en T1 y T2, incluidas secuencias ponderadas en T1 con contraste. La recuperación de inversión de TI corta (STIR) también se agrega comúnmente al protocolo de MRI para detectar tumores de la médula espinal. La mielografía puede ser empleada como alternativa en los casos en que el paciente no pueda realizarse una resonancia magnética o cuando esta no esté accesible. Las radiografías y la tomografía computarizada son herramientas comúnmente empleadas para observar las estructuras óseas. Sin embargo, se utilizan con menos frecuencia para los tumores de la médula espinal, ya que no pueden detectarlos de manera fiable. La gammagrafía ósea se puede utilizar como una modalidad de obtención de imágenes complementaria para tumores que afectan las estructuras óseas de la columna vertebral.

## Tratamiento
El enfoque terapéutico difiere considerablemente dependiendo del tipo de tumor en la médula espinal, los objetivos del tratamiento y el pronóstico. Las principales formas de tratamiento incluyen resección quirúrgica, radioterapia y quimioterapia. Se pueden administrar esteroides (por ejemplo, corticosteroides) si hay evidencia de compresión de la médula espinal. Estos no afectan la masa tumoral en sí, pero tienden a reducir la reacción inflamatoria a su alrededor y a disminuir el volumen general de la masa que incide sobre la médula espinal.[cita requerida]

### Cirugía
La cirugía presenta diversas indicaciones que varían según el tipo de tumor, las cuales incluyen la resección total, la descompresión de los nervios y la estabilización. Un intento de resección total para una posible cura es una opción para los pacientes con tumores primarios de la médula espinal. Los tumores extramedulares son más susceptibles de resección que los intramedulares, e incluso es posible operarlos mediante abordajes microendoscópicos o endoscópicos puros. En pacientes con tumores metastásicos, el tratamiento es paliativo con el objetivo de mejorar la calidad de vida del paciente. En estos casos, las indicaciones para la cirugía incluyen el dolor, la estabilización y la descompresión de la médula espinal.

### Tratamiento no quirúrgico
La observación, la quimioterapia y la radioterapia son opciones posibles como complemento a la cirugía o para tumores que no se pueden tratar con cirugía. Los tumores intradurales-extramedulares suelen ser benignos, por lo que la observación con imágenes de seguimiento es una opción en los casos en que las lesiones son pequeñas y el paciente es asintomático. La radioterapia y la quimioterapia pueden administrarse solas o junto con la cirugía. La elección de quimioterapia o radioterapia es un proceso multidisciplinario y depende del grado histológico, el tipo de tumor y la cantidad de resección quirúrgica lograda. En los casos en que se elige la radioterapia, la radiación generalmente se administra al segmento afectado de la médula espinal y al segmento no afectado por encima y por debajo del segmento afectado.
La combinación de cirugía mínimamente invasiva y radiación o quimioterapia es una nueva técnica para tratar los tumores espinales. Este tratamiento puede adaptarse al tumor específico de la columna, ya sea metastásico o primario. Algunos sugieren que la cirugía descompresiva directa combinada con radioterapia posoperatoria proporciona mejores resultados que el tratamiento con radioterapia sola para pacientes con compresión de la médula espinal debido a cáncer metastásico.